# Статуя на Александър Велики (Солун)
Статуята на Александър Велики (на гръцки: Άγαλμα Μεγάλου Αλεξάνδρου) е паметник в град Солун, Гърция, една от забележителностите на града.

## Местоположение
Статуята е разположена на солунската променада, в близост до основния символ на града Бялата кула, и доминира околния пейзаж.

## История
Статуята е издигната в 1973 година от инициативен комитет и е дело на скулптора Евангелос Мустакас, който я създава в работилницата си в Палини. Бронзовата статуя е отлята в работилницата „Рендзо Микелучи“ в Пистоя, Италия. Открита е в 1974 година.

## Описание
Статуята представя цар Александър III Македонски яхнал коня си Буцефал с меч в ръка. Височината ѝ е 6 метра и тежи 4 тона. Общата височина, включително подиума, е 11 метра. Пиедесталът е покрит с тъмен мрамор от Балджа (Мелисохори). Околността също е облицована с бял мрамор от Бер. Това мраморно пространство около паметника бележи началото на скейтборда в Гърция и до днес е любимо място на млади скейтъри, кънкьори и улични танцьори.
От западната страна на комплекса има стена с бронзов релеф, представящ битката при Иса, в която Александър Велики кара царя на персите Дарий III да избяга от бойното поле. Представени са 45 фигури, сред които Александър и Дарий. В комплекса има два паметника отт 5 щита и сариси на запад и от 3 щита и сариси  на север, които символизират обикновените македонски войници, участвали в кампанията на Александър Велики. Общите размери на комплекса са 23 × 30 метра.
Според някои гръцки медии статуята е със съмнителна художествена стойност.